# Kaffeesäure
Kaffeesäure (3,4-Dihydroxyzimtsäure) ist ein sekundärer Pflanzenstoff, der zur Gruppe der Hydroxyzimtsäuren und damit auch zu den Phenolsäuren gehört. Kaffeesäure bildet einen gelben, geruchlosen, bitter schmeckenden Feststoff und kommt in hohen Mengen in Kaffee vor.

## Vorkommen

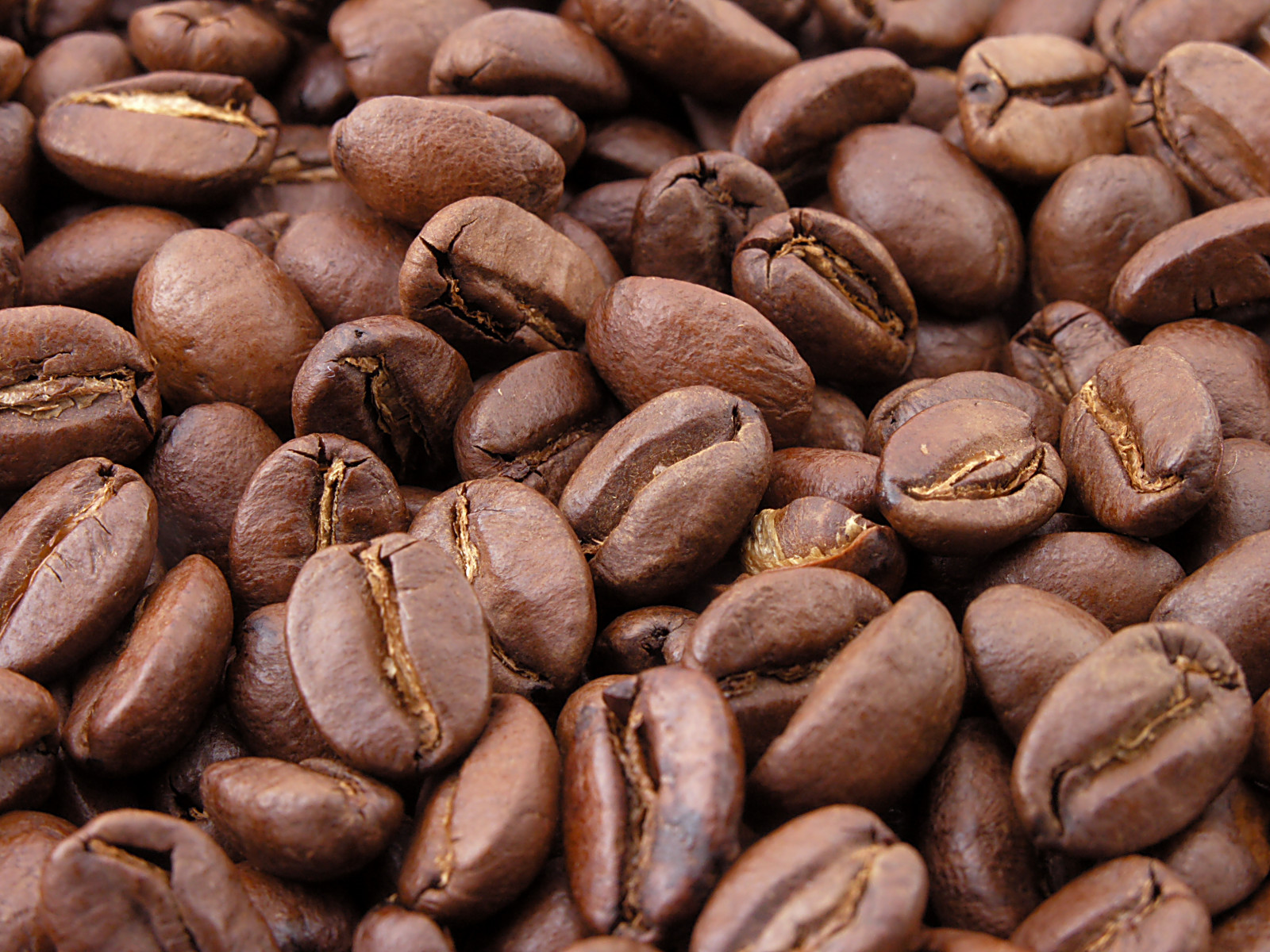
Hell geröstete Kaffeebohnen

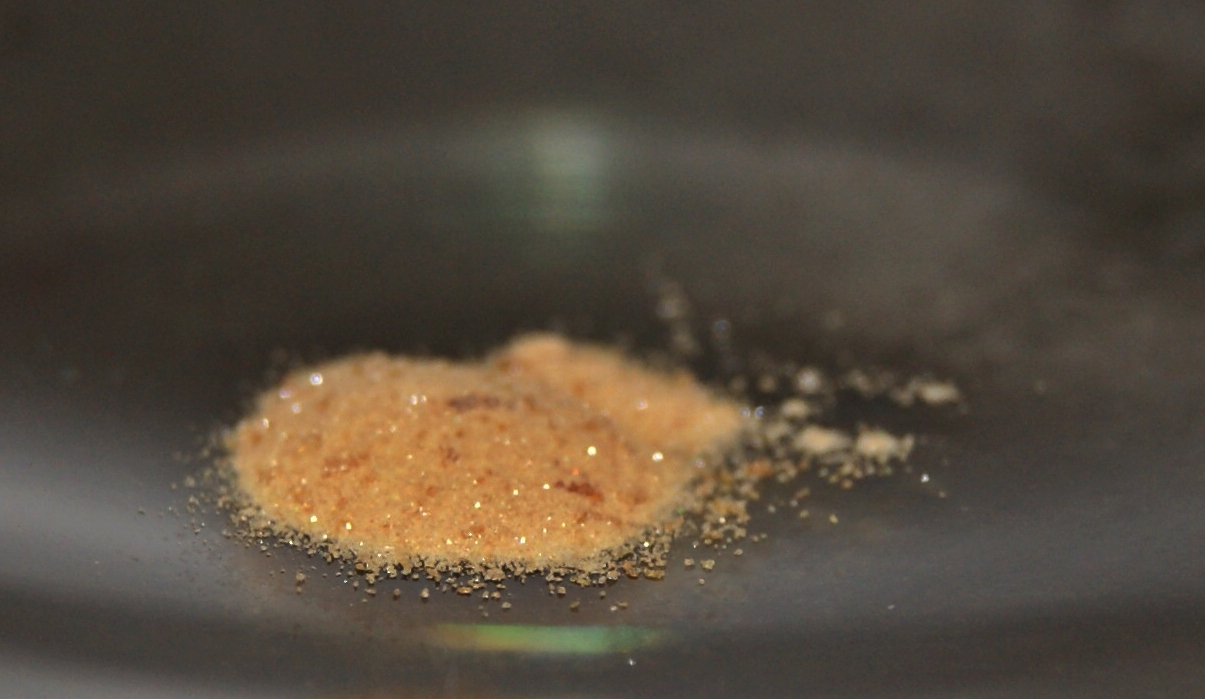
Kaffeesäure

Kaffeesäure ist neben der Ferulasäure – ein Methylether der Kaffeesäure und auch eine Hydroxyzimtsäure – der am häufigsten vorkommende sekundäre Pflanzenstoff in Nahrung auf pflanzlicher Basis. Kaffee enthält hohe Mengen an Kaffeesäure.
Allerdings differieren die Angaben über den Gehalt an Kaffeesäure in Kaffee sehr stark: Nach einer Quelle enthält eine Tasse Kaffee 7 mg Kaffeesäure, nach einer anderen sogar 40 bis 105 mg. Nach einer weiteren Quelle ist der Gehalt an freier Kaffeesäure jedoch viel geringer, bei Kaffee(pulver) mittlerer Röstung betrage demnach der Anteil durchschnittlich 2,7 mg/kg, dies ergebe pro Tasse dann 0,019 bis 0,022 mg Kaffeesäure, allerdings sei ein 10-mal größerer Anteil als Bestandteil der Chlorogensäuren und der Melanoidine enthalten.

## Eigenschaften
Kaffeesäure ist ein gelber, geruchloser, bitter schmeckender Feststoff. Er ist nur schlecht in kaltem Wasser löslich.

## Physiologie
Für die Kaffeesäure wurde im Tierversuch eine hemmende Wirkung auf die Entstehung von induziertem Magenkrebs festgestellt, wobei sie auch als Inhibitor bei der endogenen Nitrosaminbildung im Menschen eine wesentliche Rolle spielt.
Studien bezüglich der Karzinogenität von Kaffeesäure führten jedoch zu ambivalenten Ergebnissen. Einige Studien zeigten eine krebshemmende, andere jedoch eine krebsfördernde Wirkung. Orale Verabreichung von hohen Kaffeesäure-Dosen an Ratten führte zu Papillomen im Bauchraum. Die gleiche Studie zeigte jedoch auch, dass hochdosierte Gaben von kombinierten Antioxidantien, darunter Kaffeesäure, an denselben Ratten zu einem signifikanten Wachstumsrückgang von Darm-Tumoren führte. Andere signifikante Effekte konnten nicht nachgewiesen werden. Kaffeesäure wird in einigen Gefahrstoff-Datenblättern als potentiell karzinogen geführt, so zum Beispiel auf der Liste der IARC als Gruppe-2B-Karzinogen („möglicherweise krebserregend beim Menschen“). Neuere Daten belegen, dass Bakterien im Rattendarm die Bildung von Metaboliten der Kaffeesäure beeinflussen, jedoch sind beim Menschen keine solchen krankheitsfördernden Effekte bekannt.

## Anwendungen
Neben medizinischen Anwendungen wirkt Kaffeesäure als entwickelnde Substanz in alternativen Schwarzweiß-Entwicklern (siehe Caffenol). Sie wird unter anderem in Kombination mit Ascorbinsäure dazu eingesetzt, belichtete Silberhalogenide zu metallischem Silber zu reduzieren.